# Thomas Fraser-Holmes
Thomas William Fraser-Holmes (Newcastle, 9 de octubre de 1991) es un deportista australiano que compitió en natación.
Ganó una medalla de bronce en el Campeonato Mundial de Natación de 2015 y una medalla de plata en el Campeonato Mundial de Natación en Piscina Corta de 2018.
Participó en dos Juegos Olímpicos de Verano, ocupando el quinto lugar en Londres 2012 y el cuarto en Río de Janeiro 2016, en la prueba de 4 × 200 m libre.

## Palmarés internacional
| Campeonato Mundial                  | Campeonato Mundial | Campeonato Mundial | Campeonato Mundial |
| Año                                 | Lugar              | Medalla            | Prueba             |
| ----------------------------------- | ------------------ | ------------------ | ------------------ |
| 2015                                | Kazán (Rusia)      | Medalla de bronce  | 4 × 200 m libre    |
| Campeonato Mundial en Piscina Corta |                    |                    |                    |
| Año                                 | Lugar              | Medalla            | Prueba             |
| 2018                                | Hangzhou (China)   | Medalla de plata   | 400 m estilos      |